# Mäusepfeiler

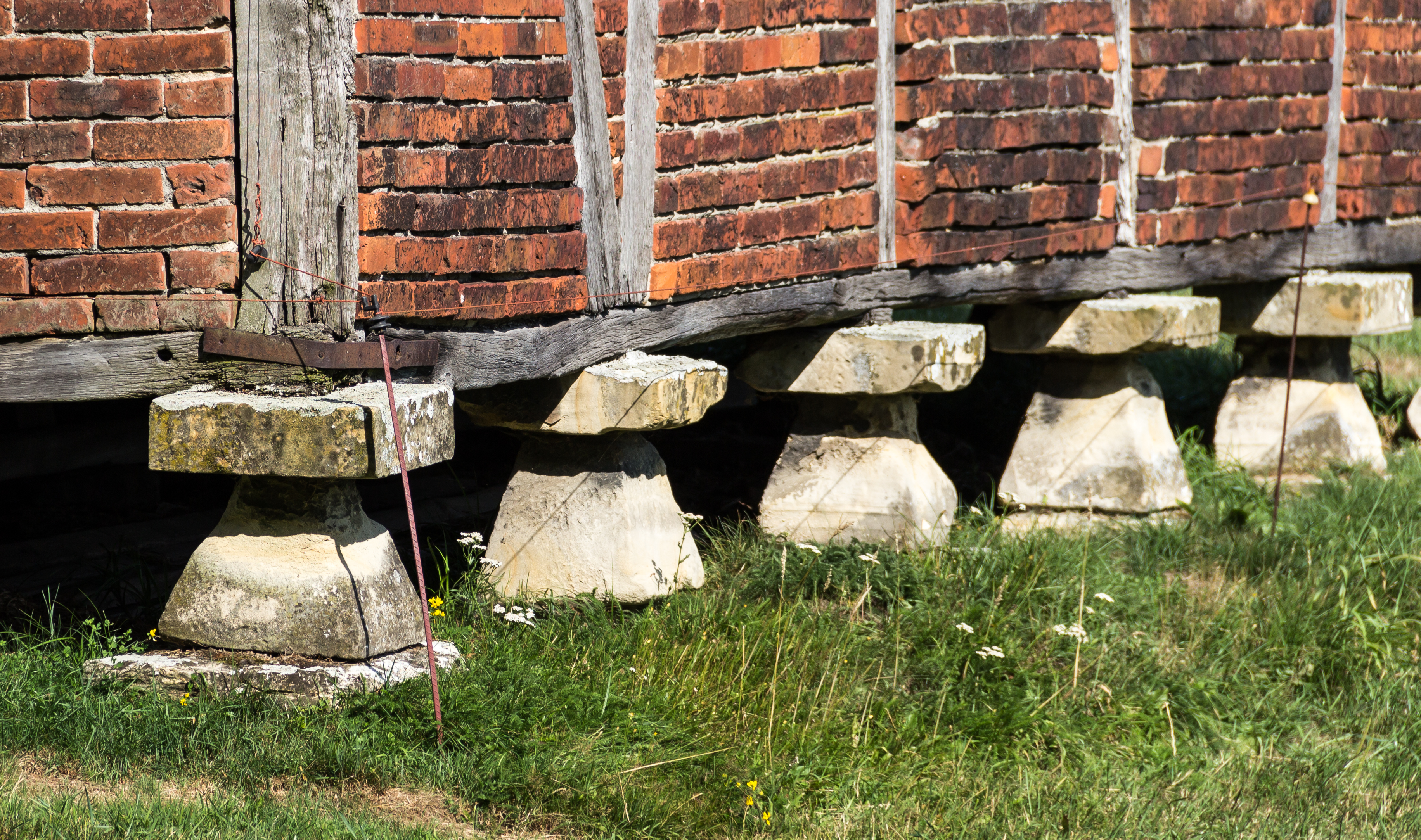
Mäusepfeiler unter einer Scheune in der Bauerschaft Rödder bei Dülmen

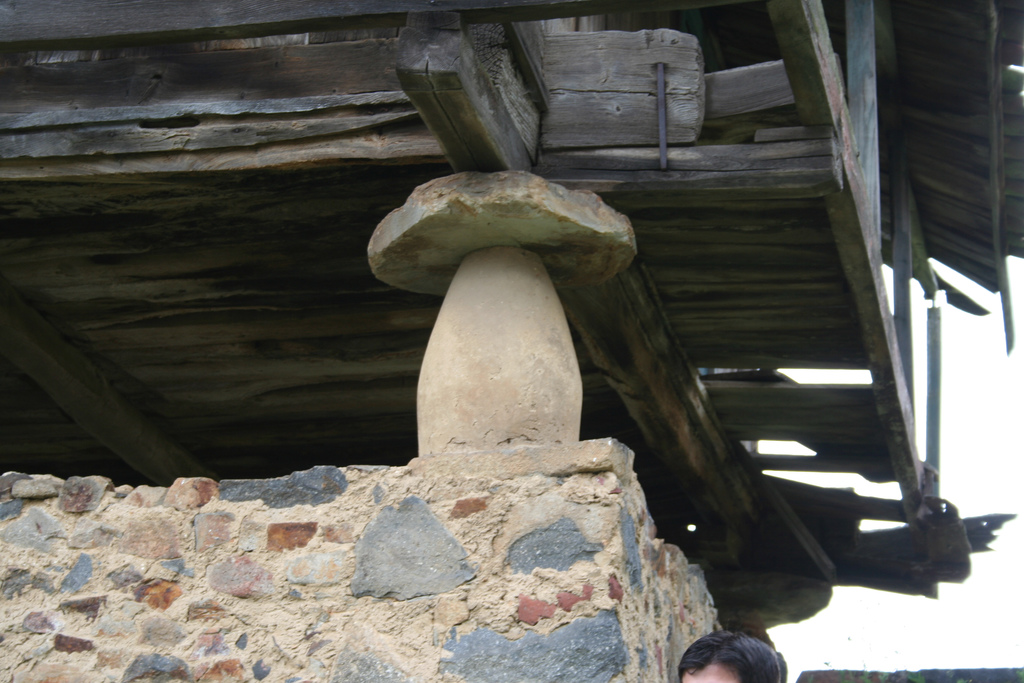
Pilzförmiger Mäusestein eines spanischen Hórreos

Mäusepfeiler nennt man die aufgestelzten Auflager unter den Schwellhölzern von Scheunen und Kornspeichern, welche die Gebäude vor dem Eindringen von Mäusen schützen.
Die Pfeiler bestehen aus Naturstein oder Holz. Auf den Pfeiler wurde eine auskragende Steinplatte aufgelegt, die von Nagetieren nicht zu überwinden ist. 
Mäusepfeiler sind heute noch in vielen Gegenden zu finden. So etwa in den Alpen, in Großbritannien, in Spanien und Portugal sowie in Deutschland unter anderem in Westfalen. 
Die westfälischen Beispiele haben die Form einer spitz zulaufenden Pyramide unter einer waagrechten Platte, ein Profil, das von Mäusen kaum überwunden werden kann. Seit vorgeschichtlicher Zeit haben Bauern in ähnlicher Weise ihre Vorräte geschützt, doch nur im Münsterland haben sich die hier musepiler genannten, von Steinhauern hergestellten Bauteile häufiger erhalten.